# Hällesjö
För sjöar med detta eller snarlika namn, se: Hällesjön
Hällesjö är bebyggelsen kring Hällesjö kyrka i Hällesjö socken i Bräcke kommun i Jämtland.
Bebyggelsen ligger öster om Hällsjön och består av byarna Lund, Tomasgård och Prästbordet. Den nuvarande kyrkan ligger på Tomasgårds mark.
År 1990 räknades Hällesjö som småort av SCB.